# Comunidade Batista do Congo
A Comunidade Batista do Congo (em francês:   Communauté baptiste du Congo) é uma associação cristã evangélica de Igrejas batistas em República Democrática do Congo. Ela é afiliada à Aliança Batista Mundial. A sede está localizada em Quinxassa.

## História

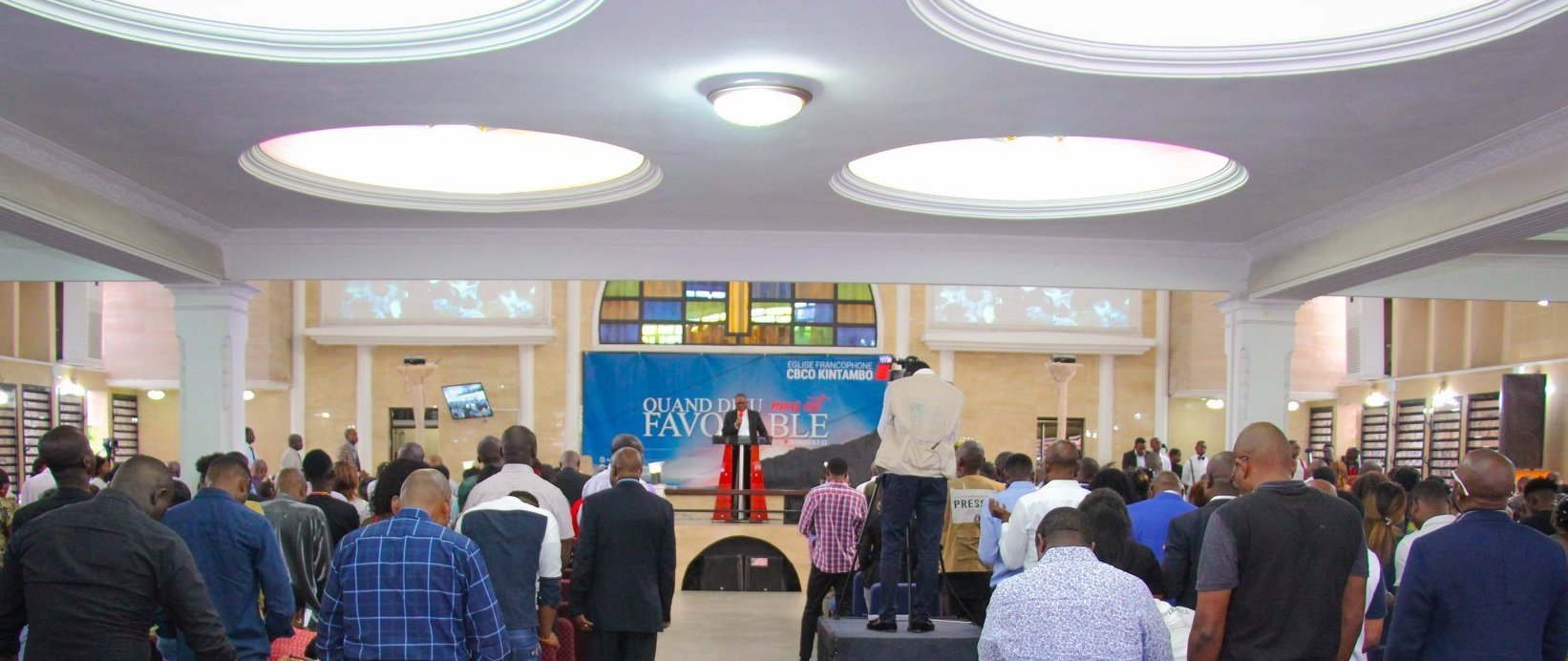
Serviço na Igreja CBCO Kintambo em Quinxassa, afiliada à Comunidade Batista do Congo, 2019.

A Comunidade Batista do Congo tem suas origens em uma missão britânica da Livingstone Inland Mission instalada no topo do Rio Congo, em 1878, pelo pastor batista galês Alfred Tilly.  Em 1884, a Livingstone Inland Mission foi assumida por uma missão americana dos Ministérios Internacionais.  Em 1946, a Igreja Batista do Congo foi fundada.  Em 2004, a organização mudou seu nome para Comunidade Batista do Congo.  Em 2006, a Comunidade tinha 600 igrejas e 252,000 membros. De acordo com um censo da associação, em 2023 ela disse que tinha 966 igrejas e 1,050,000 membros. 

## Escolas
A convenção tem 608 escolas primárias, 453 escolas secundárias afiliadas. 

## Serviços de Saúde
A convenção conta com 9 hospitais e 96 centros de saúde. 